# Jób Paál

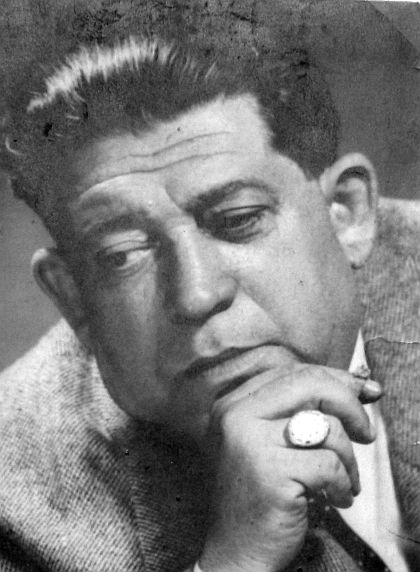
Jób Paál

Jób Paál (geboren 1888 als Markus István Possel in Tata, Ungarn; gestorben 1962 in Budapest) war ein ungarischer Journalist, der in Budapest lebte und in großen Zeitungen in Österreich, Ungarn, Deutschland, der Tschechoslowakei und den Vereinigten Staaten publizierte. Er war Mitarbeiter der Délmagyarország, einer Tageszeitung im Komitat Csongrád. Zu seinen bekanntesten Texten gehören eine Interviewreihe zur »Tragödie« von Mayerling, die international nachgedruckt wurde, und ein Interview mit Arthur Schnitzler, das im Sommer 1931 am Semmering stattfand. Im Tagebuch schreibt Schnitzler am 28. Juli 1931: „Nm. Hr. Job Paal, ung. Journalist, dem ich ein Interview verweigere und der mich interviewt. Sein Sohn.“ Zeitweise arbeitete Jób Paál als Inseratenagent, das heißt, er ging auf Unternehmen zu, damit diese in Zeitungen Werbeanzeigen schalteten. Er ließ sich von Hotels einladen und schrieb entsprechend positive Berichte in der ungarischen Presse.

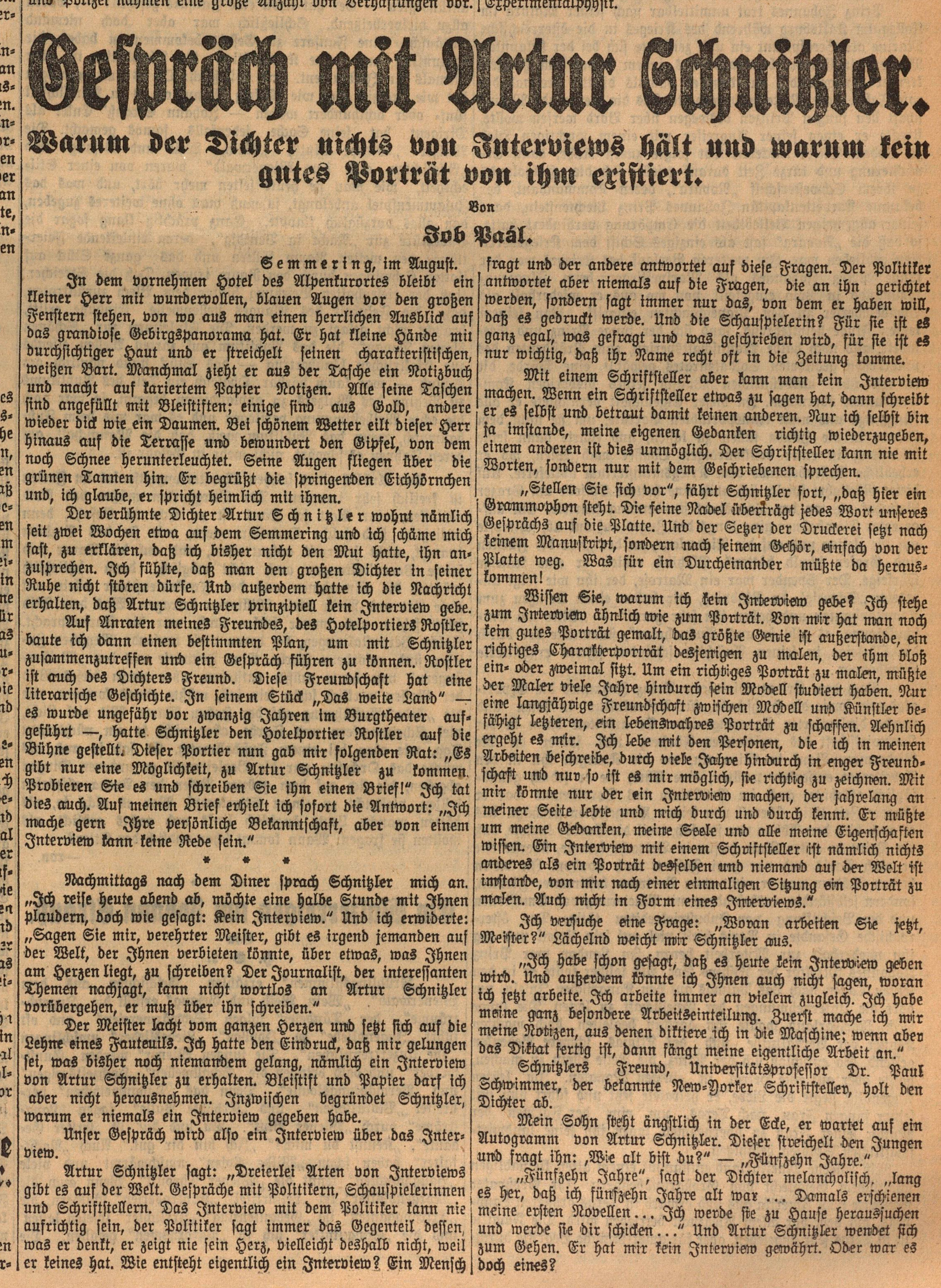
Das Interview mit Art(h)ur Schnitzler 1931

Paál hielt sich regelmäßig in Baden bei Wien auf. Er hatte kein dauerhaftes Zuhause, sondern lebte dort, wo gerade keine Saison war, im Winter in Opatija oder Venedig, im Sommer in der Hohen Tatra und in den österreichischen Alpen.
Mit dem Anschluss Österreichs an Deutschland verlor er zunehmend seine Themen und Aufträge im deutschsprachigen Raum und verkaufte seine Reportagen verstärkt an Zeitungen in der ungarischen Provinz sowie in den ehemaligen ungarischen Gebieten wie Siebenbürgen und der Tschechoslowakei. Seine journalistische Tätigkeit und seine Erfahrungen als Anzeigenverkäufer kombinierte er dabei zu einem nahezu geldlosen Kreislaufsystem: Als Honorar für seine Artikel bekam er von den Zeitungen Anzeigenplätze, die er weiterverkaufen konnte. Die Anzeigenmillimeter wiederum tauschte er in Hotels, Restaurants und Boutiquen gegen Unterkünfte, Speisen und Kleidung. Nach dem Tod seiner Frau lebte er auf diese Weise regelmäßig im Budapester Hotel Corvin.
Jób Paál war sein Künstlername, den er bereits mit seinen ersten Veröffentlichungen um das Jahr 1906 herum annahm. Er hatte anstelle des deutsch-polnischen Possel einen ungarischen Namen gesucht. Da ihm Pál zu gewöhnlich erschien, entschied er sich für die Variante Paál – ein Name, der eigentlich einem siebenbürgischen Adelsgeschlecht gehörte. Der Vorname Jób ist die ungarische Variante von Hiob. 1946 ließ er seinen Künstlernamen auch als bürgerlichen Namen registrieren.
Im November/Dezember 1911 heiratete er Sabu Possel (1888–1935 Budapest), mit der er einen Sohn hatte, den Arzt und Psychoanalytiker János Paál. Sein Enkel ist der Wissenschaftsjournalist Gábor Paál.

## Werke
- Arthur Schnitzler: „Das Zeitlose ist von kürzester Dauer“. Interviews, Meinungen, Proteste. Hrsg.: Martin Anton Müller. 1. Auflage. Wallstein Verlag, Göttingen 2023, ISBN 978-3-8353-5471-5., darin zwei Interviews und ein Nachruf mit Arthur Schnitzler:
  - Gespräch mit Artur Schnitzler. Warum der Dichter nichts von Interviews hält und warum kein gutes Porträt von ihm existiert. In: Neues Wiener Journal, 2. August 1931, S. 5. (online)
  - Eine Variante davon erschien auf Ungarisch als Nachruf: Schnitzler Artur utolsó interjuja. In: Délmagyarország, Jg. 7, Nr. 24/3, 25. Oktober 1931, S. 6. Deutsch in: Arthur Schnitzlers ungarische Interviews. Herausgegeben von Martin Anton Müller, übersetzt von Sándor Tatár. In: Hofmannsthal-Jahrbuch, Nr. 28, 2020, S. 55–93, doi:10.5771/9783968216768
  - Schnitzler Arthur büszke arra, hogy magyar zsidó. In: Egyenlöség, Jg. 51, Nr. 40, 15. August 1931, S. 9.
- Das Geheimnis der Liebesbriefe Beethovens. Neuendeckungen des Pistyaner Kurdirektors Emmerich Winter. In: Neues Wiener Journal, 2. Mai 1931, S. 4. (online)
- Hogyan repiilt Fráter Cyprianus a Koronahegyről a Halastóig. In: Délmagyarország, 31. Oktober 1931. (online)

## Belege
1. ↑  ANNO, Badener Zeitung, 1931-11-04, Seite 4. Abgerufen am 21. Januar 2019.
2. ↑  Arthur Schnitzler: Tagebuch 1879–1931. Herausgegeben von der Kommission für literarische Gebrauchsformen der Österreichischen Akademie der Wissenschaften, Obmann: Werner Welzig. Wien: Verlag der Österreichischen Akademie der Wissenschaften, 1981–2000.
3. ↑  Amerika Magyar Világ, 26. Okt. 1975
4. ↑  Paál, Gábor.: Von Kobolden gejagt: Vierzig ungarische Jahre 1916–1956. Books on Demand, Norderstedt 2006, ISBN 3-8334-4341-3.

| Personendaten    | Personendaten             |
| ---------------- | ------------------------- |
| NAME             | Paál, Jób                 |
| ALTERNATIVNAMEN  | Possel, Jób (Geburtsname) |
| KURZBESCHREIBUNG | ungarischer Journalist    |
| GEBURTSDATUM     | 1888                      |
| GEBURTSORT       | Tata, Ungarn              |
| STERBEDATUM      | 1962                      |
| STERBEORT        | Budapest                  |